# Komisja Rolnictwa i Ochrony Środowiska
Komisja Rolnictwa i Ochrony Środowiska – stała komisja senacka utworzona po wyborach parlamentarnych w 2005 roku z wcześniejszych: Komisji Rolnictwa i Rozwoju Wsi oraz Komisji Ochrony Środowiska.
Przedmiotami działania komisji są: produkcja rolnicza, przetwórstwo artykułów rolnych, rynek rolny, restrukturyzacja oraz modernizacja rolnictwa i jego otoczenia. 
Sprawy komisji to także: wielofunkcyjny rozwój wsi, infrastruktura terenów wiejskich, problemy finansowe rolnictwa oraz przemysłu przetwórczego i przemysłu pracującego na rzecz rolnictwa, handel zagraniczny artykułami rolnymi i żywnościowymi, kształtowanie własności rolniczej. Zajmuje się ona także takimi sprawami jak: problemy socjalne ludności rolniczej, organizacje i instytucje rolnicze, kreowanie rynku na nowe produkty i usługi rolnictwa, ochrona i kształtowanie środowiska, ochrona zasobów naturalnych, gospodarka wodna, geologia, leśnictwo i gospodarka leśna, łowiectwo. Dalszymi przedmiotami działania komisji są: edukacja ekologiczna, gospodarka finansowa państwa w zakresie ochrony środowiska, energetyka jądrowa i ochrona radiologiczna, współpraca z zagranicą w zakresie ekologii.